# Heinz Martin Vässen
Heinz Martin Vässen (ur. 1892, zm. ?) – dowódca kompanii wartowniczej SS w niemieckim obozie koncentracyjnym Gusen i SS-Obersturmführer.
Członek NSDAP i Waffen-SS (od 31 sierpnia 1939). Od 6 kwietnia 1941 do 15 kwietnia 1945 dowodził kompanią wartowniczą w Gusen I, podobozie KL Mauthausen. W procesie załogi Mauthausen-Gusen (US vs. Georg Bach i inni) przed amerykańskim Trybunałem Wojskowym w Dachau skazany został na 3 lata pozbawienia wolności za uczestnictwo w egzekucjach na terenie obozu.